# Алиев, Тамерлан Магомедович
Тамерлан (Тимур) Магомедович Алиев (род. 18 сентября 1973 года, Грозный, Чечено-Ингушская АССР, РСФСР, СССР) — российский журналист, публицист, блогер, главный редактор газеты «Чеченское общество», чеченский писатель-фантаст, помощник главы Чечни, председатель Совета при главе Чеченской Республики по развитию гражданского общества и правам человека.

## Журналистская деятельность
В 1995 году окончил Грозненский нефтяной институт, в 2005 году — Московскую школу политических исследований.
В 2003 году учредил независимую газету «Чеченское общество» и стал её главным редактором. Награды газеты:
- лучшее региональное издание (III место) на Всероссийском журналистском фестивале «Вся Россия» (2005);
- совместная премия имени Герда Буцериуса и газеты Die Zeit — «Свободная пресса Восточной Европы» (2005)[1];
- спецприз «За работу в особых условиях» общероссийского конкурса «Лучшая региональная газета» (2006).

Алиев был главным редактором в течение всего срока существования газеты. Газета прекратила существование в 2008 году.
Печатался в газетах The Moscow Times, «Русский курьер», «Московский комсомолец», «Труд», «Die Tages Zeitung» (Германия), «Die Wochen Zeitung» (Швейцария), «The Financial Times», «The Daily Telegraph» (Великобритания), «La Brecha» (Уругвай), в журналах «Эксперт», «Огонёк», «Национальный интерес» (Россия), «People» (США). Работал корреспондентом информагентства «The Prague Watchdog» (Чехия), имеет ряд публикаций в интернет-СМИ «Взгляд», «Росбалт», «Русский журнал», АНН (Россия).
В 2005 году — колумнист газеты «Известия», ведущий колонки «Кавказские баллады».
С 2002 по 2007 годы являлся экспертом по Чеченской Республике и Республике Ингушетия Центра Экстремальной Журналистики при Союзе Журналистов РФ, координатором по Чеченской Республике Института по освещению войны и мира IWPR (Британия).
Автор ряда фантастических рассказов и повестей. Их общий тираж — более 200 тысяч экземпляров.

## Общественная деятельность
В 2007 году баллотировался в Государственную Думу по списку отделения «Союза правых сил».
С 2007 года по настоящее время занимает пост помощника Главы Чеченской Республики Р. А. Кадырова.
С августа 2013 года также является председателем Совета при Главе Чеченской Республики по развитию гражданского общества и правам человека.

## Награды
В 2011 году награждён медалью «За заслуги перед Чеченской Республикой».

## Журналистские награды
- Обладатель Citation Award The Artyom Borovik Award-2003 (New-York based Overseas Press Club of America).
- Победитель Всероссийского конкурса журналистов «Вместе» за 2004 год (номинация — «Верность теме»).
- Победитель (2-я премия) Всероссийского конкурса Союза журналистов и ВОИ «Преодоление»-2004.
- Лауреат Общероссийских конкурсов журналистов «Произвол в законе» (номинация «Нарушения политических прав граждан» в 2004 году и спецприз «За журналистское мужество» в 2005 году).
- Номинант 2004 года и финалист 2003, 2005, 2006 годов Общероссийского конкурса на премию «За журналистику как поступок», проводимую музеем имени академика Сахарова.
- Финалист «Премии мира», учрежденной Ялтинской инициативой за мир в Чечне.
- Обладатель диплома «За вклад в развитие независимой прессы в Чечне» от центра «СК-Стратегия».